# Пропілеї Храму Артеміди у Герасі
Пропілеї Храму Артеміди у Герасі – монументальна споруда античного міста Гераса, котре передувало сучасному Джерашу (знаходиться за три з половиною десятки кілометрів на північ від столиці Йорданії Амману). Складова частина грандіозного комплексу руїн Гераси.

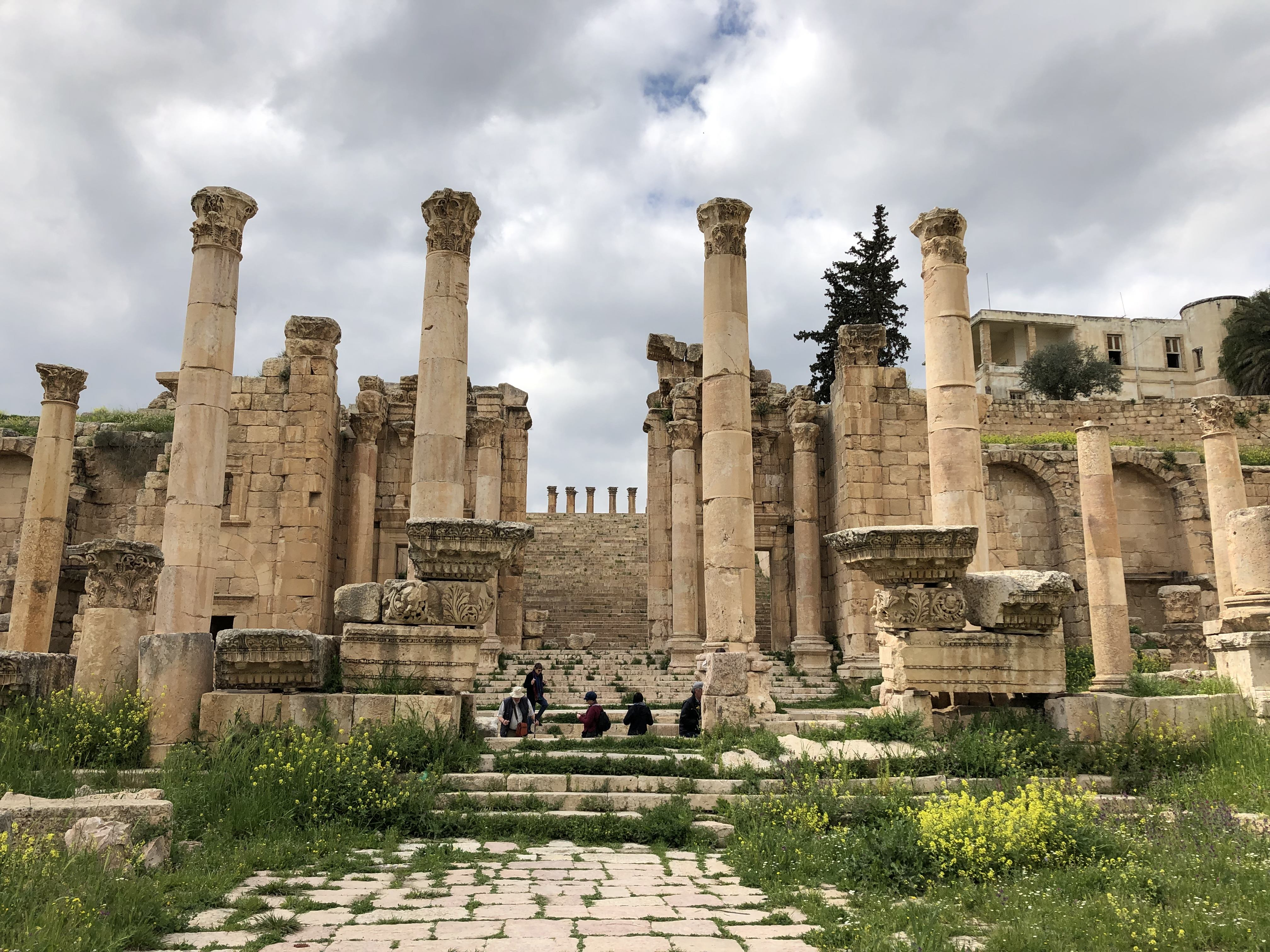
Загальний вигляд пропілеїв з колишньої священної дороги

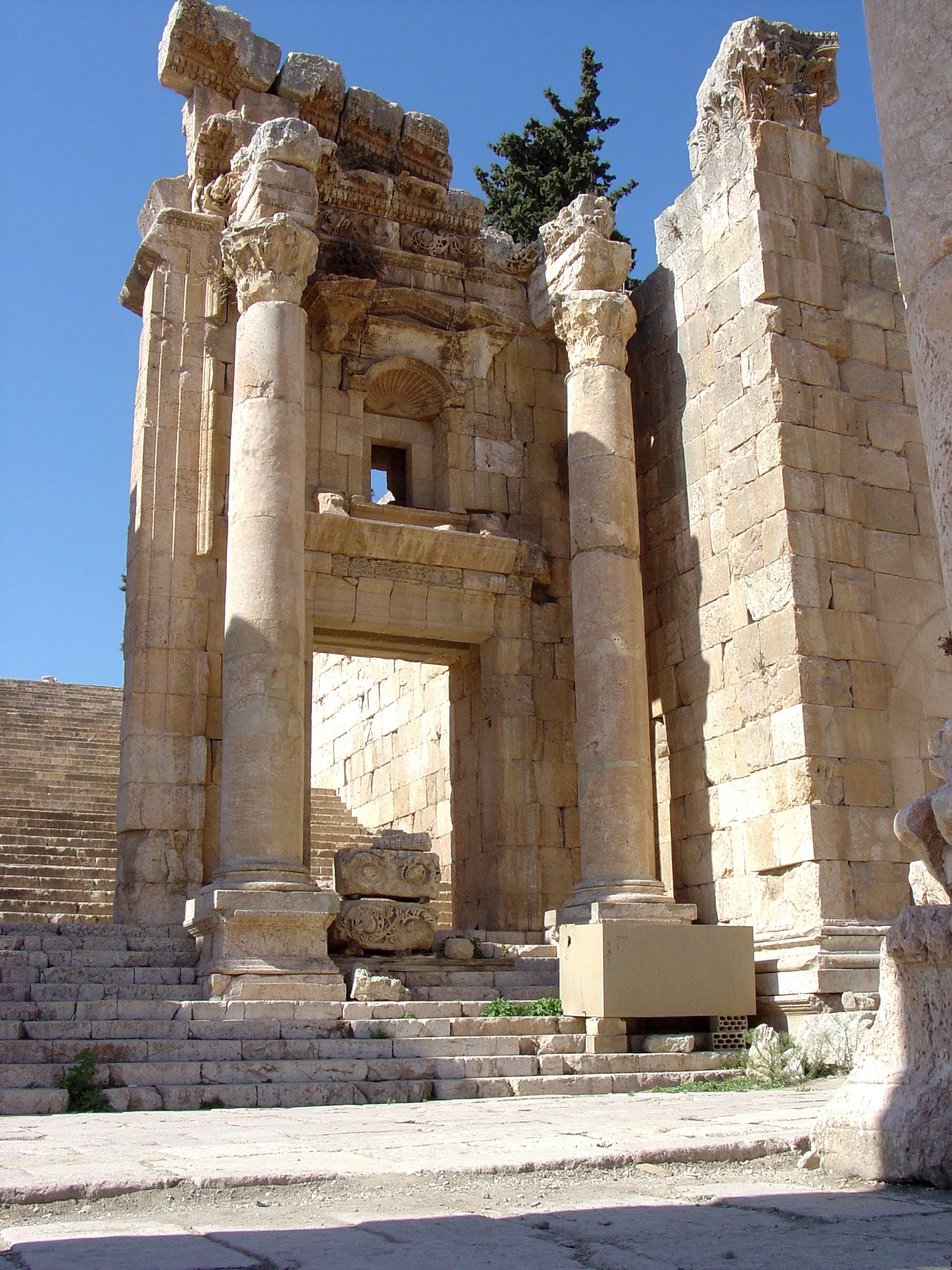
Північний прохід пропілеїв. Перед ним гарно видно згадані у тексті вільно стоячі колони

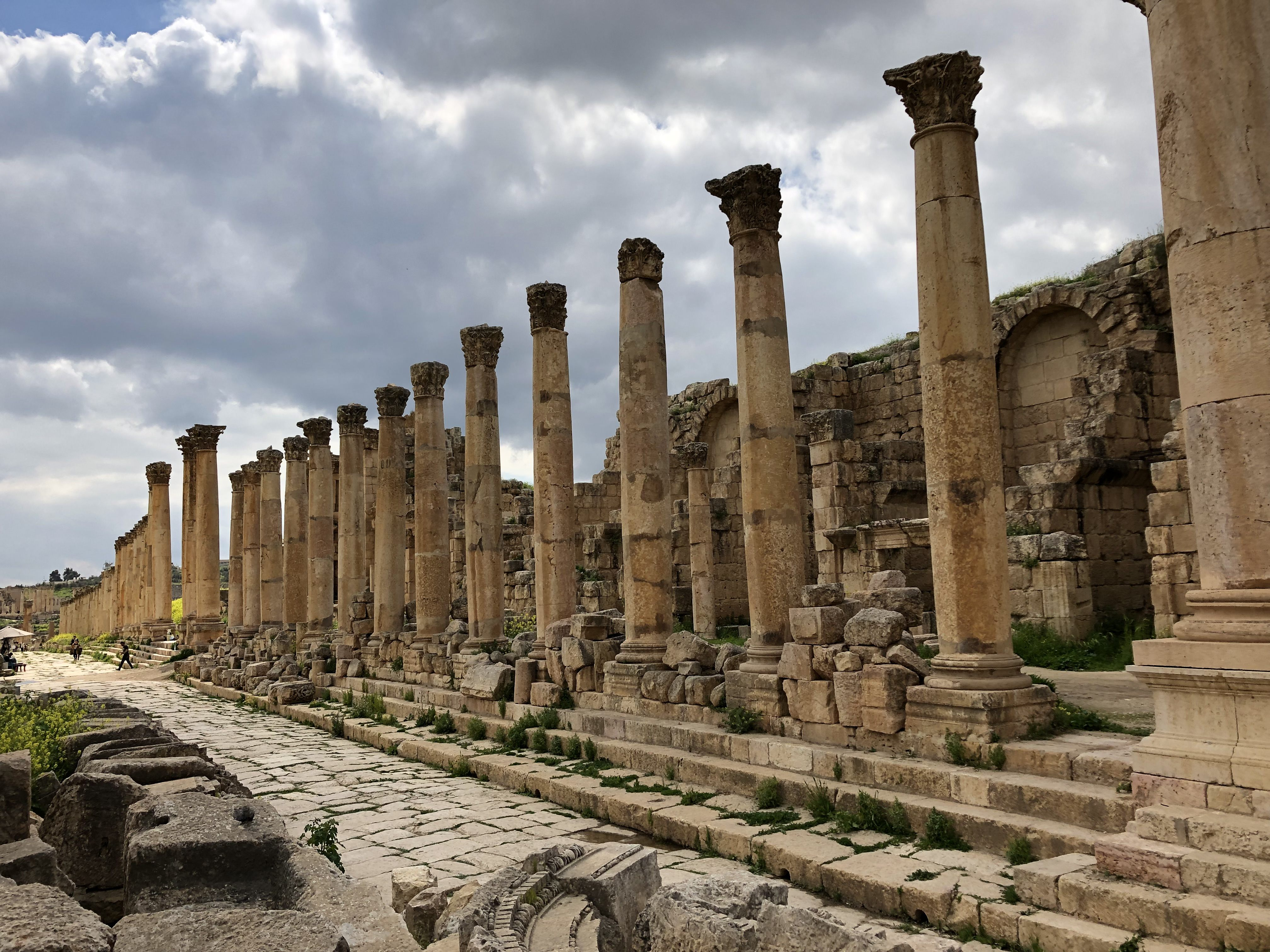
Тринадцять менших колон, котрі вишикувались по одну зі сторін центрального портику. За ними видно входи до двоповерхових магазинів, облаштованих у передній стіні комплексу

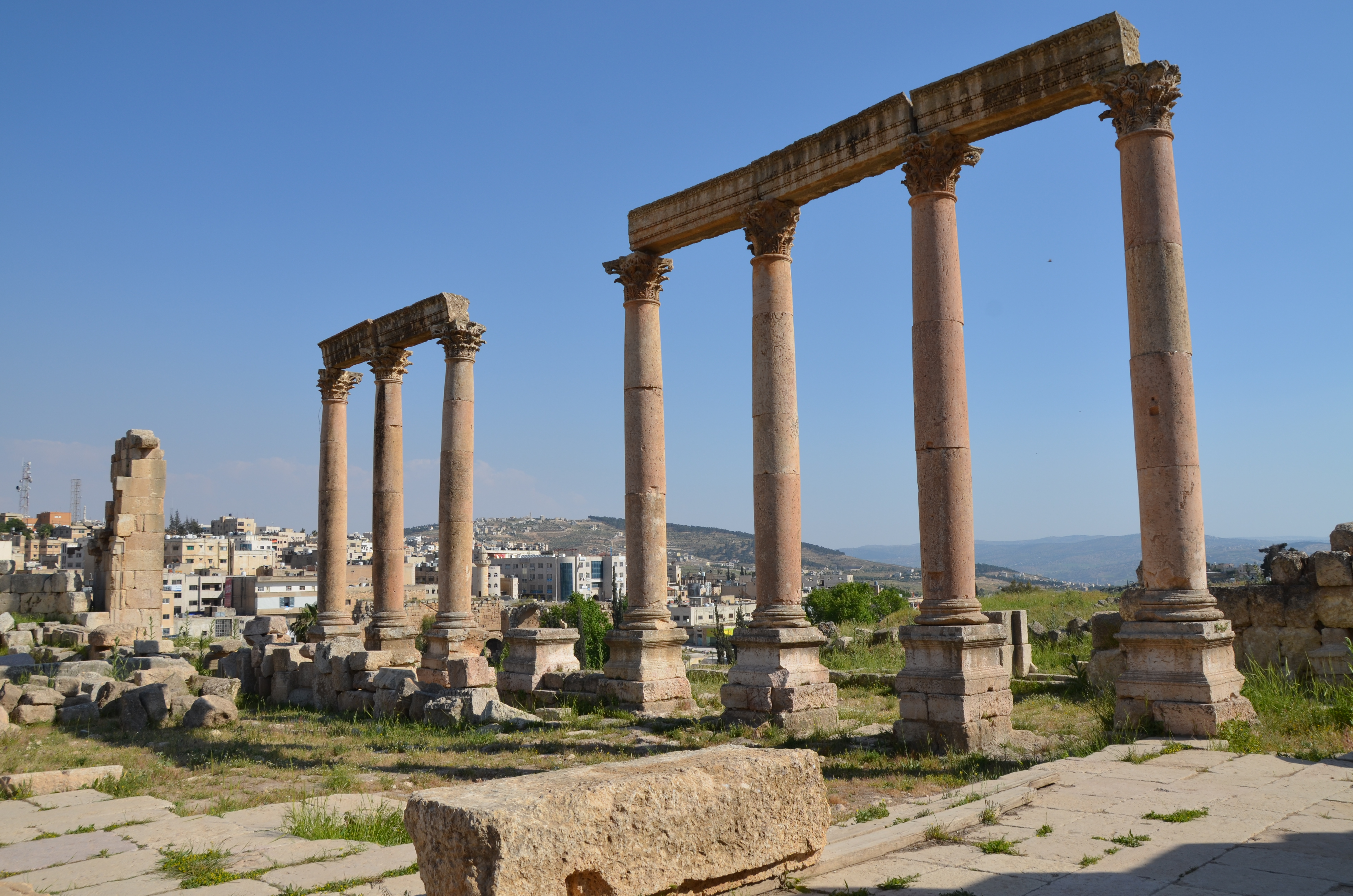
Залишки південної колонади прямокутної площі на священній дорозі (в подальшому стала розділяти нави візантійської церкви)

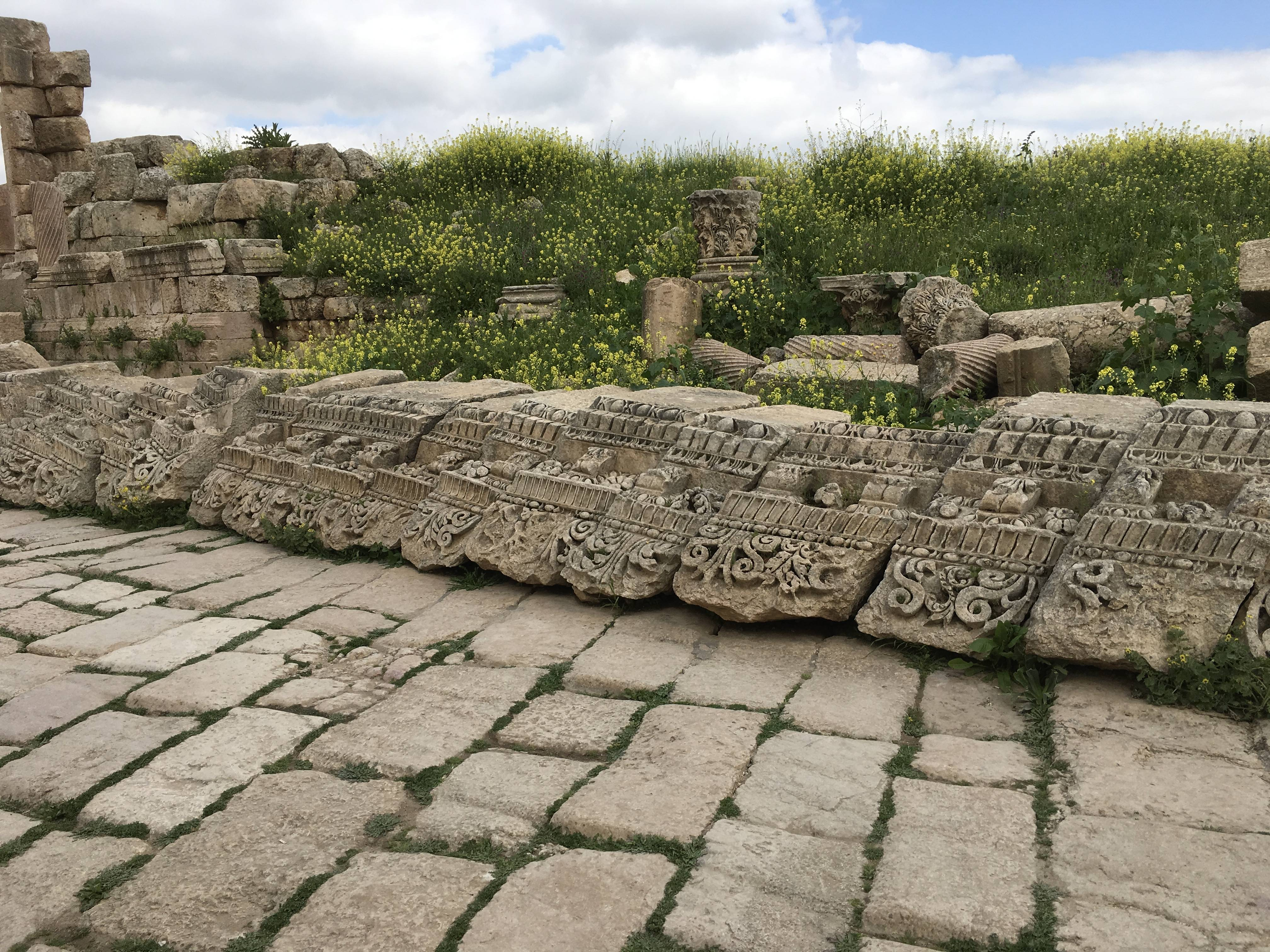
Уламки оздоблення споруди

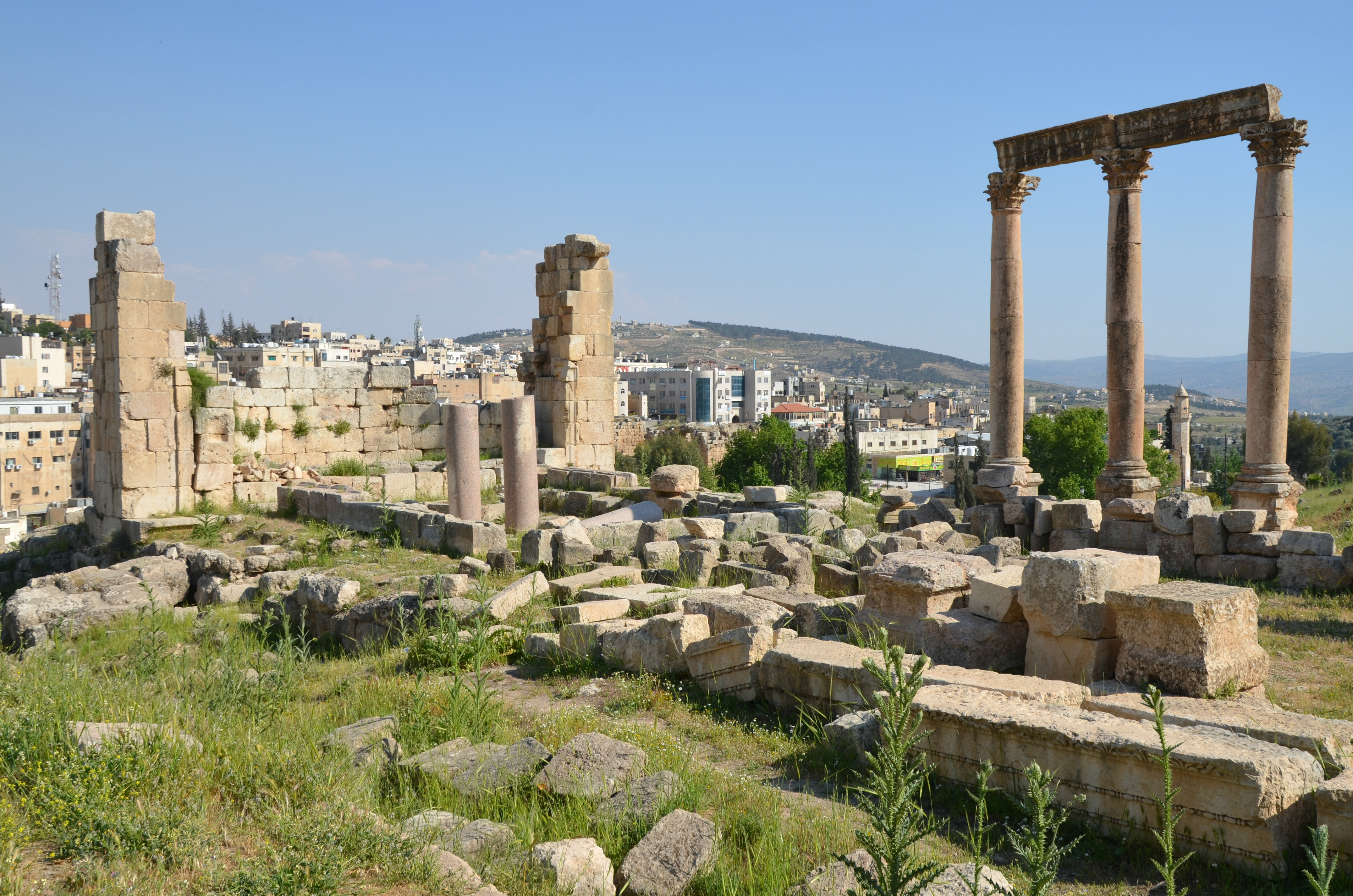
Частина колонади візантійської церкви та її апсида, котра перекрила колишню священну дорогу

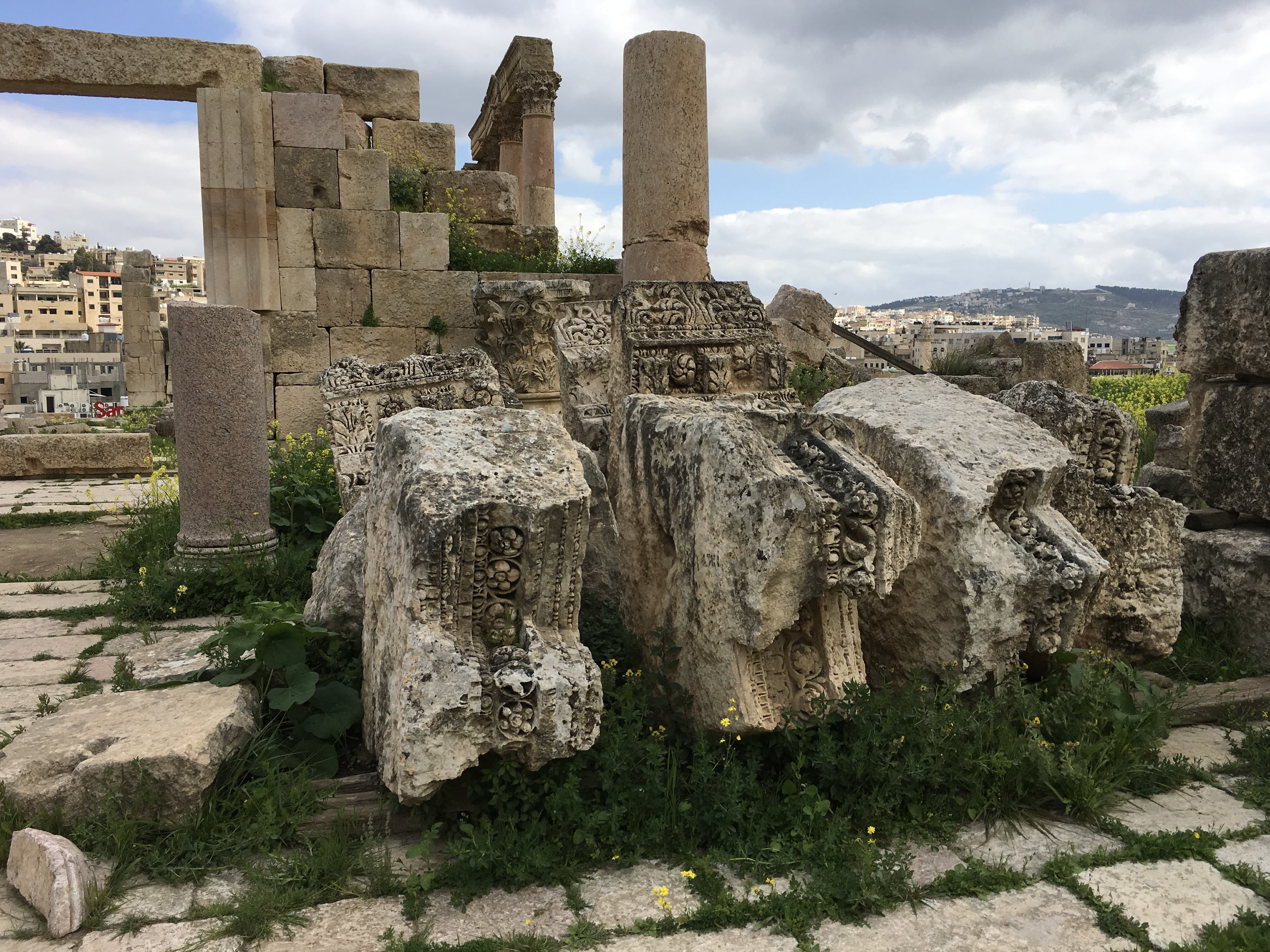
Уламки оздоблення пропілеїв, котрі лежать на священній дорозі на ділянці зазначеного у тексті трапецієподібного майданчику

Економічний розквіт римської імперії у 2 столітті н.е. дозволив одній із двох головних груп населення Гераси  здійснити спорудження величного храмового комплексу на честь Артеміди (група, ймовірніше за все, мала семітське походження, а сама герасенська Артеміда виникла внаслідок злиття грецької богині із місцевим божеством). Комплекс включав не лише храм, але й священну дорогу та пишні пропілеї (парадний вхід). Останні спорудили біля 150 року, причому допомогу в цьому надав губернатор провінції Аравія Луцій Аттидій Корнеліан. 
Пропілеї Храму Артеміди розташовуються на західній стороні герасенської кардо (головна вулиця напрямку північ-південь у містах римської імперії), між німфеєм та Північним тетрапілоном. В цьому місці уздовж передньої стіни храмового комплексу, котра має довжину 120 метрів, вишикувались три десятки колон коринфського ордеру. Чотири гігантські центральні висотою по 16 метрів та діаметром 1,4 метра підтримували пишно прикрашений портик розмірами 19,5х15 метрів, орієнтований по осі священної дороги, якою колись прямували релігійні процесії. Обабіч портику знаходились бічні групи по тринадцять відносно невисоких колон, з'єднаних між собою архітравами (проте без накриття простору між ними та стіною комплексу, що показує реконструкція на цьому відео, де перші 26 секунд присвячені саме пропілеям). Колони стоять і сьогодні, а от окремі елементи антаблементу наразі розкладено на землі в районі пропілеїв.     
У глибині портику після чотирьох невеликих, вільно стоячих (тобто таких, що не виконують несучої функції) колон знаходяться три проходи до комплексу різного розміру – центральний з них мав висоту 9 метрів та ширину 5 метрів. Ці ворота також були прикрашені чудовими різними елементами, які найкраще збереглись над північним (правим) проходом. При цьому наразі від воріт видно колони Храму Артеміди, тоді як у старовину їх закривала передня стіна храмового двору – теменосу. Підйом до останнього спершу відбувався по сходах із семи прольотів, кожен з яких мав по сім сходинок. Після цього відвідувачі потрапляли на розташований за 14 метрів вище від кардо (але на 7 метрів нижче за теменос) двір з вівтарем (місцем здійснення жертвоприношень).  
На протилежній від центрального портику пропілеїв стороні вулиці знаходились споруди священної дороги до храмового комплексу. Вона починалась від північного мосту (наразі практично повністю втрачений) та підіймалась сходами по схилу долини. За шість десятків метрів до перетину з кардо над дорогою підносилась трипрольотна арка, після якої починалась витягнута площа довжиною 38 метрів та шириною 11 метрів, обрамлена з північної та південної сторони колонадами, котрі тягнулись від арки у напрямку пропілеїв. По завершенні площа переходила у ще один майданчик, тепер трапецієподібної форми, котрий розширювався у напрямку кардо. На бічних сторонах його огороджували стіни, в центрі кожної з яких облаштували напівкруглий ввігнутий виступ, фланкований колонами.
У 6 столітті землетрус зруйнував північний міст та сильно пошкодив арку на початку площі з колонами. Як наслідок, на основі останньої вирішили створити церкву. Поміж бічними пілонами арки спорудили апсиду, обернену внутрішньою стороною до площі. Остання стала центральною навою нової культової споруди, тоді як південна та північна колонади тепер відділяли від неї бічні нави. Вхід до церкви облаштували в місці початку трапецієподібної площі, котра стала виконувати функцію атріуму. Північний із наявних тут ввігнутих виступів перетворили на кругле приміщення із мозаїчною підлогою, яке, ймовірно, слугувало для збору приношень або виконувало функцію дияконії (надання допомоги бідним). Церква наразі також сильно зруйнована, тому можливо побачити лише кілька колон зі складу південної колонади, а також залишки апсиди, від якої найвище підносяться бічні пілони колишньої арки.